# Li Yinhe
Li Yinhe (en xinès: 李银河; en pinyin: Lǐ yínhé; Pequín, 1952) és una sociòloga i sexòloga xinesa. Se la considera una de les intel·lectuals amb més projecció pública de la societat xinesa en la defensa de les pràctiques sexuals no normatives (pornografia, sadomasoquisme, orgia), així com dels drets de les dones, gais, lesbianes i transsexuals. Doctorada en sociologia per la Universitat Pittsburgh, el 1988 va tornar a la Xina i va esdevenir pionera en el seu camp, en introduir les teories occidentals sobre el seu àmbit en la societat xinesa. Membre i investigadora en l'Acadèmia Xinesa de Ciències Socials, ha publicat diverses obres, de les quals podem destacar Foucault i el Sexe (2001), La subcultura de l'homosexualitat (1998), i El seu món: estudi de l'homosexualitat a la Xina (1992), escrita conjuntament amb el seu marit, l'escriptor Wang Xiaobo.